# Alceo Galliera
Alceo Galliera (3 de maio de 1910 - 21 de abril de 1996) foi um maestro e compositor italiano. Ele foi o filho de Arnaldo Galliera (1871 - 1934) que ensinou órgão no Conservatório de Parma. Galliera nasceu em Milão em 1910 e estudou piano, órgão e composição no Conservatório de Milão.

## Vida
Galliera nasceu em Milão em 1910 e estudou piano, órgão e composição no Conservatório de Milão.
Entre as orquestras que regeu estavam as do La Scala e a Orquestra da Academia Nacional de Santa Cecília. Ele regeu óperas nas quais Maria Callas cantou, bem como concertos com grandes pianistas como Claudio Arrau, Arturo Benedetti Michelangeli e Dinu Lipatti. Ele também apareceu no Festival de Lucerna, onde regeu a Orquestra Philharmonia, e no Festival de Salzburgo com a Filarmônica de Viena. Em 1950-51, ele foi o maestro da Orquestra Sinfônica de Melbourne (então conhecida como Orquestra Sinfônica Vitoriana).
Como maestro, ele foi um acompanhante talentoso que conseguiu estabelecer a sinergia necessária. Ele acompanhou Claudio Arrau, Dinu Lipatti, Clara Haskil e Arthur Grumiaux. Ele gravou também para o selo Philips, a.o. Mozart Piano Concertos com a pianista Ingrid Haebler.
Suas composições incluem 'Scherzo-Tarantella' e 'As Virgens Sábias e as Virgens Tolas'.